# Fédération française de ski
Pour les articles homonymes, voir FFS.
La Fédération française de ski (ou FFS) est une association française loi de 1901 fondée le 15 octobre 1924. Consacrée à la pratique et au développement du ski en France, elle regroupe tous les clubs de ski de France, organise des compétitions sur son territoire, et gère les équipes de France au haut niveau international dans toutes les disciplines de la neige. Michel Vion, président depuis 2010 et réélu à deux reprises, démissionne en 2021 pour devenir secrétaire général de la Fédération internationale de ski (FIS) et sa successeure est Anne-Chantal Pigelet-Grévy pour un intérim précédant les élections fédérales de juin 2022. Celles-ci sont remportées par Fabien Saguez, qui devient le dix-huitième président de l'institution, et qui avait tenu le poste de directeur technique national de la FFS de 2006 à 2022.

## Rôle
La FFS a pour objet :
- de développer et promouvoir la pratique du ski en France, auprès des Français et des étrangers. En 1999, la Fédération française de ski a créé une filiale dénommée Publiski, chargée de la gestion de l'ensemble de ses activités commerciales ;
- d’établir les règlements des compétitions de ski en France, « dans le cadre des dispositions prévues par la Fédération Internationale de Ski, par l'International Biathlon Union et par la législation en vigueur » ;
- de faciliter la création d'associations sportives favorisant la pratique du ski.

La FFS s’occupe des disciplines suivantes :
- Les disciplines olympiques : le ski alpin, le ski nordique (ski de fond, biathlon, saut à ski, combiné nordique), le ski freestyle, le snowboard ;
- Les disciplines non olympiques : le ski de vitesse, le télémark, le rollerski et le ski de randonnée.

## Statuts et organisation
- La FFS est une association reconnue d'utilité publique.
- Elle fédère près de 1 500 clubs de ski répartis dans 18 comités régionaux.
- Elle gère la Licence carte neige (créé en 1980) qui offre à son possesseur une assurance individuelle et permet de financer les équipes de France et les clubs de la Fédération française de ski.

## Histoire

### Avant la FFS
Le ski français a d’abord été organisé par des clubs de ski locaux, dont le premier est le « Ski club des Alpes » créé en 1896 en Dauphiné par Henry Duhamel et par le Club alpin français (CAF), organisateur en 1907 du premier concours international de ski, à Montgenèvre.
Progressivement, les « sociétés de ski » locales vont se regrouper dans des fédérations régionales, à commencer par celles du Dauphiné (1907) et du Jura (1912).

### Fondation et actions
La Fédération française de ski est fondée le 15 octobre 1924, dans la foulée des premiers Jeux olympiques d'hiver de Chamonix. Elle est créée par le Club alpin français (assemblée du 9 juillet 1924) et par l'adhésion de trois fédérations régionales de ski (Vosges, Pyrénées et Jura).
La Fédération française de ski va cependant mettre du temps à croître. En 1930, elle ne compte encore que 7 000 membres. C’est alors qu’elle décide de mettre en place une stratégie volontariste de développement du ski en France, reposant sur la nouvelle technique de ski français (le virage skis parallèles) popularisée par les victoires d’Émile Allais (premier français champion du monde de ski alpin, en 1937).

### Formation des jeunes
Comme toute fédération sportive, la FFS s'occupe de la formation des jeunes dans les disciplines qu'elle a sous sa tutelle. Un Programme national jeunes a été créé ces dernières années pour regrouper les meilleurs skieurs alpins âgés de 12 à 16 ans, mais est rapidement menacé, en raison d'un manque de moyens financiers.
En 2015, le groupe immobilier lyonnais Terrésens devient mécène de la FFS et apporte son soutien financier à ce projet. Pierre Bornat, responsable du développement du ski alpin, annonce la création du Programme national jeunes Terrésens 2015 : des camps d’entraînements organisés tout au long de la saison.

### Identité visuelle

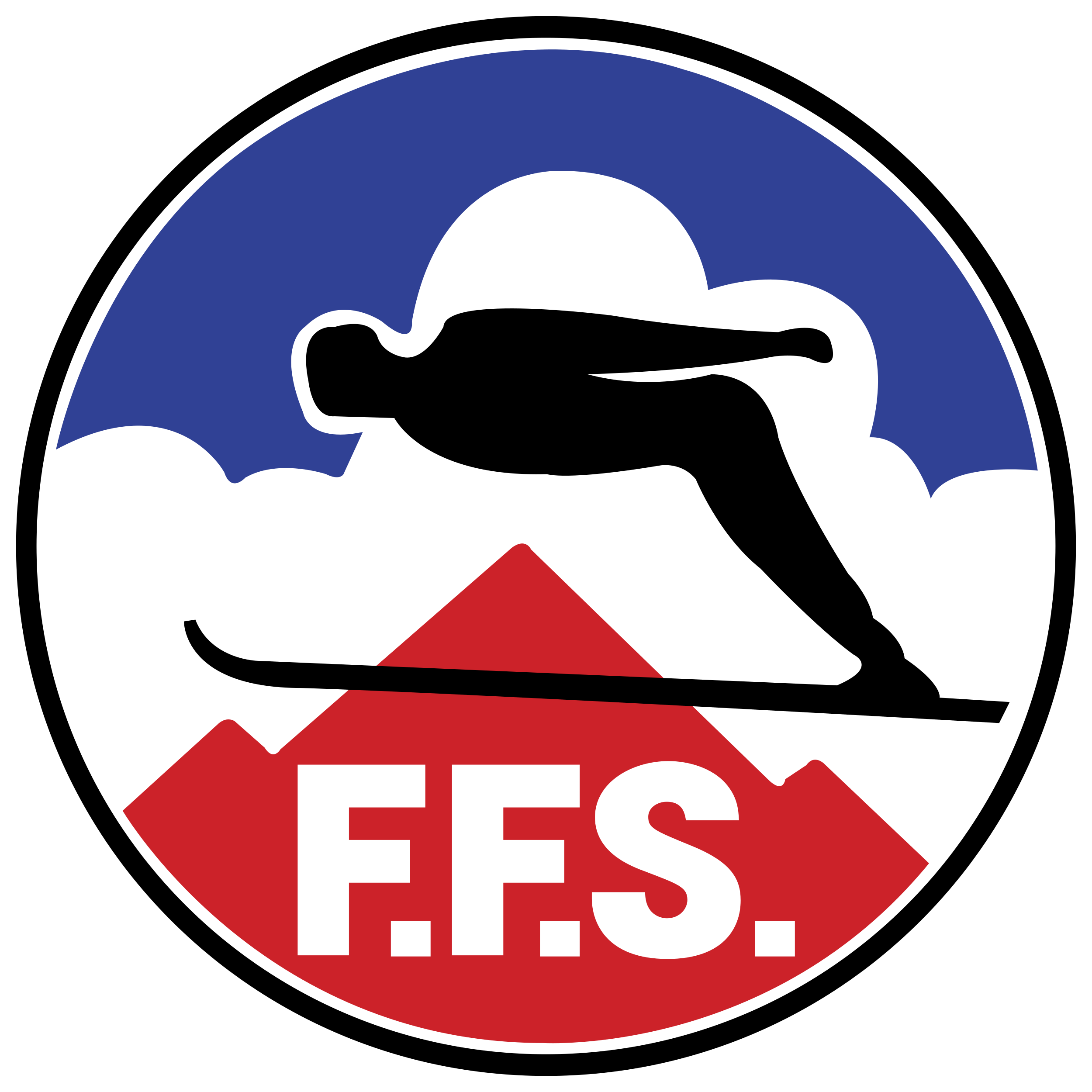
1924-2000
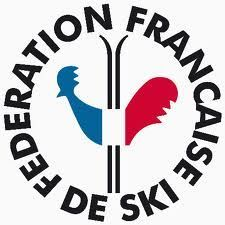
2001-2004
Depuis 2004
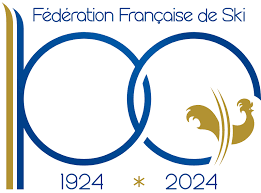
Logo spécial 100 ans FFS

## Présidents successifs
- Henri Cuenot (1924-1930)
- François Lacq (1930-1937)
- Jean Matter (1937-1941)
- Georges Perrin-Pelletier (1941-1942)
- Henri Morin (1942-1943)
- Jean Vizern (1943-1945)
- Paul Gignoux (1945-1948)
- Urbain Cazaux (1948-1965)
- Maurice Martel (1965-1974)
- Charles Garot (1974-1980)
- Jean Barthalais (1980-1987)
- Bernard Chevallier (1987-2002)
- Jean Béranger (juillet à octobre 2002)
- Marcel Calvat (2002-2004)
- Alain Méthiaz (2004-2010)
- Michel Vion (2010-2021)
- Anne-Chantal Pigelet-Grévy (2021-2022)
- Fabien Saguez (2022-)

## Directeurs techniques nationaux
Liste :
- Jean Minster (1969-1975)
- Walter Trilling (1976-1984)
- Alain Méthiaz (1984-1987)
- Jean-Pierre Puthod (1987-1988)
- Alain Méthiaz (1988-1992)
- Robert Dureville (1992-1994)
- Jean-François Saurin (1994-1998)
- Michel Vion (1998-2000)
- Gerard Rougier (2001-2005)
- Fabien Saguez (2006-1er avril 2022)[5]
- Éric Lazzaroni (1er avril 2022-1er novembre 2022)[5]
- Pierre Mignerey (1er novembre 2022-…)[6]

## Organisation de compétitions

### Biathlon
- Championnats de France de biathlon
- Coupe de France de biathlon

### Ski alpin
- Championnats de France de ski alpin
- Championnats de France de ski alpin des jeunes
- Coupe de France de ski alpin

### Ski nordique
- Championnats de France de ski nordique

### Ski freestyle
- Championnats de France de ski freestyle

### Ski de vitesse
- Championnats de France de ski de vitesse

## Partenariats
La FFS dispose de nombreux partenaires commerciaux et d'un partenariat avec l'École du ski français via son Syndicat national des moniteurs du ski français.